# Kolmsdorf
Kolmsdorf ist ein Gemeindeteil der Gemeinde Walsdorf im oberfränkischen Landkreis Bamberg in Bayern und zählt 255 Einwohner (Stand 2012). 

## Lage
Kolmsdorf liegt zwei Kilometer nordwestlich von Walsdorf und einen Kilometer südöstlich von Feigendorf am linken Unterhang des Tals der bei Pettstadt in die Regnitz mündenden Aurach.

## Kommunales
Am 1. Juli 1971 wurde das Dorf mit dem Gemeindeteil Feigendorf im Zuge der Gebietsreform in Bayern nach Walsdorf eingemeindet.

## Vereine
Zum örtlichen Vereinsleben tragen die Freiwillige Feuerwehr Kolmsdorf-Feigendorf und der Stammtisch Edelweiß bei.